# 私の叔父さん
『私の叔父さん』（わたしのおじさん）は、連城三紀彦による日本の短編小説。初出は『小説新潮』1984年2月号。同年5月に新潮社から刊行された短編集『恋文』に収録され、『恋文』は第91回直木賞を受賞した。
1995年にテレビドラマ化され、2012年に映画化された。

## テレビドラマ
1995年10月6日にフジテレビ系で単発テレビドラマ化された。

### キャスト（テレビドラマ）
- 奥田瑛二
- アイビー・チェン
- 三ツ矢歌子
- 浅野忠信

### スタッフ（テレビドラマ）
- 脚本 - 荒井晴彦
- 演出 - 片岡K

## 映画
2012年3月3日に九州で先行公開され、2012年4月7日に全国公開された。
主に東京と福岡で撮影が行われた。また、福岡のローカル番組のオーディションにて、夕美子役に福岡在中の松本望が選ばれている。
叔父と姪による禁忌の恋がテーマであるが、撮影をすすめるうちに姪の夕季子役の寺島咲は役に感情移入し、叔父の構治役である高橋克典に恋心を抱く気持ちが理解できるようになったという。

### あらすじ（映画）
福岡でカメラアシスタントとして働く構治（高橋克典）には東京に仲の良い夕季子（寺島咲）という姪がいた。ある日泊まりに来ると夕季子からの知らせ。その時をきっかけに構治と夕季子の気持ちが深まっていく。そして時は流れ、夕季子の娘、夕美子（松本望）に構治と夕季子の関係を問い詰められる。さらには「構治との子供を妊娠した」と言われてしまう。

### キャスト（映画）
- 構治 - 高橋克典
- 夕季子 - 寺島咲 [1]
- 夕美子 - 松本望
- 山田キヌヲ
- 草野康太
- 大川良太郎
- 岡村洋一
- 藤田恵子
- 近藤瑛理
- 緒方裕子
- 安宅葉奈
- 鳥飼ゆかり
- 青柳美咲
- 大塚莉奈
- 福泉美咲
- 香月
- 柚木彩見
- 響金太郎
- 長谷川初範
- 布美雄 - 鶴見辰吾
- 郁代 - 松原智恵子

### スタッフ（映画）
- 監督 - 細野辰興
- 脚本 - 細野辰興、中井邦彦
- 原作 - 連城三紀彦「私の叔父さん」（新潮文庫刊 『恋文・私の叔父さん』所収）
- 音楽 - 薮中博章
- 主題歌 - Do As Infinity「恋歌」（avex trax）
- 挿入歌 - YURECA「恋文〜あの空を越えて〜」（ユニバーサルミュージック合同会社）
- 撮影 - 金子正人 (J.S.C)
- 照明 - 永田英則
- 美術 - 津留啓亮
- 録音 - 岩丸恒
- 編集 - 太田義則
- 写真監修 - ハヤシアキヒロ
- ポスプロ - 麻布プラザ
- ラボ - IMAGICA
- ロケ協力 - 福岡フィルムコミッション、福岡市、福岡市交通局、西日本旅客鉄道、田川市、糸島市、糸島市観光協会、西日本鉄道、博多バスターミナル、福岡空港ビルディング　ほか
- プロデューサー - 和田敦也、森君夫、大保一、中村之音、丸山恵子、湊谷恭史
- 統括プロデューサー - 嶋田豪
- 製作者 - 吉岡市雄、笹栗哲朗、谷口元一、寺園卓司、小浜圭太郎、鈴木浩司、安倍智之
- 制作協力 - THEFOOL Inc.
- 製作プロダクション - アイエス・フィールド
- 製作委員会メンバー - アイエス・フィールド、マジカル、Thanks Lab.、ダモアエムシープロモーション、九州朝日放送、パールダッシュ、新宮霊園、Takujiクリエイト、ミュージックシネマズジャパン、超ミネラル総研
- 配給 - マジカル、Thanks Lab.

### DVD
- 「私の叔父さん」
  - 発売：2013年3月20日　3,990円（税込）※セル＆レンタル同時リリース。
  - 販売元：ポニーキャニオン[6]